# Phyllanthus umbratus
Phyllanthus umbratus är en emblikaväxtart som beskrevs av Johannes Müller Argoviensis. Phyllanthus umbratus ingår i släktet Phyllanthus och familjen emblikaväxter. Inga underarter finns listade i Catalogue of Life.